# Kup Maršala Tita 1985-1986
La Kup Maršala Tita 1985-1986 fu la 38ª edizione della Coppa di Jugoslavia. Migliaia di squadre parteciparono alle qualificazioni che portarono alle 32 che presero parte alla coppa vera e propria. Fu l'ultima edizione in cui ottavi, quarti e semifinali si svolsero in gara singola.
Il detentore era il Stella Rossa, che in questa edizione uscì in semifinale.
Il trofeo fu vinto dal Velež Mostar, che sconfisse in finale la Dinamo Zagabria, alla sua seconda finale consecutiva persa. Per gli erzegòvini fu il secondo titolo in questa competizione.

Il successo diede al Velež l'accesso alla Coppa delle Coppe 1986-1987.
Partizan e Stella Rossa, le due squadre che si contesero il contestato campionato 1985-86, uscirono rispettivamente ai quarti ed in semifinale.

## Qualificazioni
```
Queste una della Coppa di 
Voivodina
 del 
Proleter Zrenjanin
[
3
]

AIK Bačka Topola - Proleter         2-1
```

## Squadre qualificate
Le 18 partecipanti della Prva Liga 1984-1985 sono qualificate di diritto. Le altre 14 squadre (in giallo) sono passate attraverso le qualificazioni.

### Calendario
| Turno                | Gare        | Date                | Numero gare | Riduzione squadre |
| -------------------- | ----------- | ------------------- | ----------- | ----------------- |
| Sedicesimi di finale | Gara unica  | 30 ottobre 1985     | 16          | 32 → 16           |
| Ottavi di finale     | Gara unica  | 20 novembre 1985    | 8           | 16 → 8            |
| Quarti di finale     | Gara unica  | 22/23 febbraio 1986 | 4           | 8 → 4             |
| Semifinali           | Gara unica  | 9 aprile 1986       | 2           | 4 → 2             |
| Finale               | Da definire | 14 maggio 1986      | 1           | 2 → 1             |

In finale, dal 1969 al 1986, vigeva la regola che:
- Se fossero giunte due squadre da fuori Belgrado, la finale si sarebbe disputata in gara unica nella capitale.
- Se vi fosse giunta una squadra di Belgrado, la finale si sarebbe disputata in due gare, con il ritorno nella capitale.
- Se vi fossero giunte due squadre di Belgrado, si sarebbe sorteggiato in quale stadio disputare la gara unica.
- La finale a Belgrado si sarebbe disputata il 24 maggio, in concomitanza con la festa per la Giornata della Gioventù (25 maggio).

## Sedicesimi di finale
| Squadra 1                | Risultato       | Squadra 2            |                                                                          |
| ------------------------ | --------------- | -------------------- | ------------------------------------------------------------------------ |
| 30 ottobre 1985          | 30 ottobre 1985 | 30 ottobre 1985      | Marcatori                                                                |
| (3) Borac Travnik        | 1 – 4           | Hajduk Spalato (1)   | E.Kahrić (B); Slišković 2, Zor.Vujović, Veber (H)                        |
| (3) BSK Slavonski Brod   | 3 – 0           | Sloboda Tuzla (1)    | Mesar, Mandžukić, Damjanović                                             |
| (1) Stella Rossa         | 2 – 0           | OFK Kikinda (2)      | B.Đurovski, Đurović                                                      |
| (1) Dinamo Zagabria      | 2 – 1           | Iskra Bugojno (2)    | Besek, Mlinarić (D); Z.Toskić (I)                                        |
| (2) Sebenico             | 3 – 1           | Vojvodina (1)        | Maretić 2, Šorgić (S); M.Ćurčić (V)                                      |
| (3) Liria                | 1 – 2           | Vardar (1)           | Hasi (L); Urošević, Trajanovski (V)                                      |
| (2) Lovćen               | 0 – 4           | Partizan (1)         | Živković 2, Stevanović, Radanović                                        |
| (3) Maribor              | 1 – 0           | Priština (1)         | Hafner                                                                   |
| (1) Osijek               | 5 – 0           | AIK Bačka Topola (2) | Adamović, L.Kostić, Rakela, Alar, Kukurić                                |
| (1) Rijeka               | 4 – 1           | Belasica (2)         | Malbaša 2, J.Janković rig., Matrljan (R); Šaban (B)                      |
| (1) OFK Belgrado         | 3 – 0           | Dinamo Vinkovci (1)  | Stojaković 2, N.Petrović                                                 |
| (3) 14. Oktobar Kruševac | 2 – 1           | Sutjeska (1)         | V.Simić, Stijepović (14.Ok); Bajčeta (S)                                 |
| (2) Rad Belgrado         | 1 – 0           | Sarajevo (1)         | Banjalić                                                                 |
| (4) Samobor              | 0 – 1           | Budućnost (1)        | Ivšić                                                                    |
| (4) Željezničar Doboj    | 1 – 5           | Velež Mostar (1)     | Krajina rig. (Ž); Matijević, V.Gudelj, P.Jurić, Skočajić rig., Kodro (V) |
| (1) Željezničar          | 2 – 2 (7-8 dtr) | Radnički Niš (2)     | Škoro 2 (Ž); Jocić, Vojinović (R)                                        |

## Ottavi di finale
| Squadra 1              | Risultato        | Squadra 2                |                                      |
| ---------------------- | ---------------- | ------------------------ | ------------------------------------ |
| 20 novembre 1985       | 20 novembre 1985 | 20 novembre 1985         | Marcatori                            |
| (3) BSK Slavonski Brod | 1 – 1 (4-5 dtr)  | Dinamo Zagabria (1)      | Lučan (B); Katanec (D)               |
| (1) Budućnost          | 1 – 0            | Rijeka (1)               | Vorotović                            |
| (1) Hajduk Spalato     | 0 – 0 (3-4 dtr)  | OFK Belgrado (1)         |                                      |
| (1) Osijek             | 1 – 0            | Maribor (3)              | Šarenac aut.                         |
| (1) Partizan           | 5 – 0            | 14. Oktobar Kruševac (3) | Živković 2, Varga, Vučićević, Đelmaš |
| (2) Radnički Niš       | 1 – 0            | Sebenico (2)             | Sl.Nikolić                           |
| (1) Vardar             | 0 – 2            | Stella Rossa (1)         | Musemić 2                            |
| (1) Velež Mostar       | 2 – 0            | Rad Belgrado (2)         | P.Jurić, Matijević                   |

## Quarti di finale
| Squadra 1           | Risultato           | Squadra 2           |                                                          |
| ------------------- | ------------------- | ------------------- | -------------------------------------------------------- |
| 22/23 febbraio 1986 | 22/23 febbraio 1986 | 22/23 febbraio 1986 | Marcatori                                                |
| (1) Stella Rossa    | 3 – 1               | Osijek (1)          | Janković, Musemić, G.Milojević (SR); Džeko (O)           |
| (1) OFK Belgrado    | 4 – 1               | Budućnost (1)       | M.Đurić 2 ,Stojadinović, Milenković (O); Mil.Bajović (B) |
| (1) Partizan        | 1 – 1 (3-5 dtr)     | Velež Mostar (1)    | Varga (P); Tuce (V)                                      |
| (2) Radnički Niš    | 2 – 2 (5-6 dtr)     | Dinamo Zagabria (1) | Binić, Aleksić (R); Mlinarić, Munjaković (D)             |

## Semifinali
| Squadra 1           | Risultato     | Squadra 2        |                              |
| ------------------- | ------------- | ---------------- | ---------------------------- |
| 9 aprile 1986       | 9 aprile 1986 | 9 aprile 1986    | Marcatori                    |
| (1) Dinamo Zagabria | 4 – 0         | Stella Rossa (1) | Mlinarić 2, Cupan, Komočar   |
| (1) Velež Mostar    | 3 – 0         | OFK Belgrado (1) | Matijević, Kalajdžić, Kajtaz |

## Finale
Il titolare del Velež Avdo Kalajdžić è stato espulso durante la semifinale e squalificato per la finale. Al suo posto ha giocato Nenad Bijedić.
| Arbitro: | Dušan Čolić (Belgrado) |

|                                    |           |              |
| Bijedić 6’ (rig.) 51’ P. Jurić 87’ | Marcatori | 58’ Mlinarić |

| Velež | Dinamo |

|                 |    |                        |  |     |
|                 |    |                        |  |     |
| P               | 1  | Vukašin Petranović     |  |     |
| C               | 2  | Draženko Prskalo       |  |     |
| D               | 3  | Goran Jurić            |  |     |
| C               | 4  | Nenad Bijedić          |  |     |
| D               | 5  | Vladimir Matijević 90’ |  |     |
| D               | 6  | Ismet Šišić            |  |     |
| A               | 7  | Sead Kajtaz            |  |     |
| C               | 8  | Vladimir Skočajić      |  |     |
| A               | 9  | Predrag Jurić          |  |     |
| C               | 10 | Anel Karabeg           |  | 74’ |
| A               | 11 | Semir Tuce             |  |     |
| A disposizione: |    |                        |  |     |
| C               | 13 | Vladimir Gudelj        |  | 74’ |
| Allenatore:     |    |                        |  |     |
| Dušan Bajević   |    |                        |  |     |

|                   |    |                    |     |     |
|                   |    |                    |     |     |
| P                 | 1  | Ranko Stojić       |     |     |
| C                 | 2  | Milivoj Bračun     |     | 70’ |
| A                 | 3  | Željko Cupan       |     |     |
| D                 | 4  | Mustafa Arslanović |     |     |
| D                 | 5  | Mirko Lulić        |     |     |
| D                 | 6  | Srečko Katanec     |     |     |
| D                 | 7  | Zvjezdan Cvetković | 75’ |     |
| C                 | 8  | Mladen Munjaković  |     |     |
| C                 | 9  | Snježan Cerin      |     |     |
| A                 | 10 | Marko Mlinarić     |     |     |
| A                 | 11 | Borislav Cvetković |     |     |
| A disposizione:   |    |                    |     |     |
| C                 | ?  | Dražen Besek       |     | 70’ |
| Allenatore:       |    |                    |     |     |
| Miroslav Blažević |    |                    |     |     |